# Берёзовка (Белебеевский район)
Берёзовка (баш. Берёзовка) — деревня Знаменского сельсовета Белебеевского района Республики Башкортостан.
С 2005 современный статус.

## Население
| 2002 | 2009 | 2010 |
| ---- | ---- | ---- |
| 18   | ↘7   | ↘4   |

Национальный состав
Согласно переписи 2002 года, преобладающая национальность — русские (72 %).

## География
К западу, на расстоянии около 1 км, находится упразднённая в 2005 году деревня Новый Слакбаш.
Расстояние до:
- районного центра (Белебей): 43 км,
- центра сельсовета (Знаменка): 8 км,
- ближайшей ж/д станции (Глуховская): 20 км.

## История
Статус деревня, сельского населённого пункта, посёлок получил согласно Закону Республики Башкортостан от 20 июля 2005 года N 211-з «О внесении изменений в административно-территориальное устройство Республики Башкортостан в связи с образованием, объединением, упразднением и изменением статуса населенных пунктов, переносом административных центров», ст.1:

6. Изменить статус следующих населенных пунктов, установив тип поселения - деревня:
 
5)  в Белебеевском районе:…

б) поселка Березовка Знаменского сельсовета